# コンテナ荷票

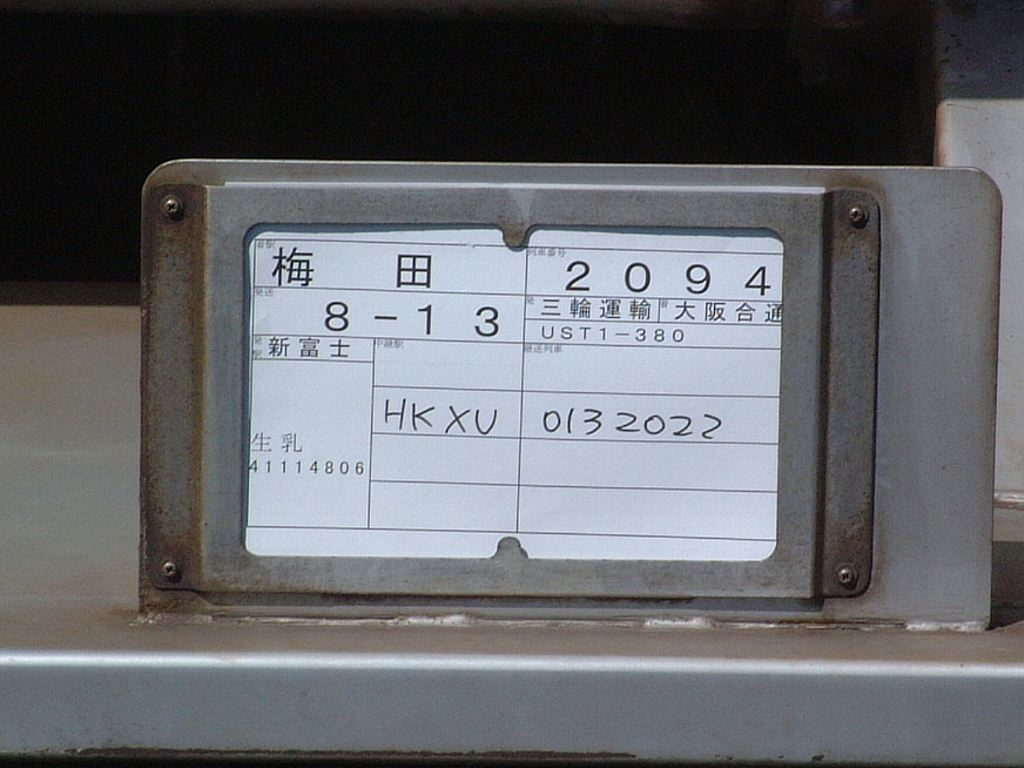
新富士発梅田行、生乳専用コンテナの荷票。積載列車番号と中継駅等が明記されている。（2005年8月13日撮影）

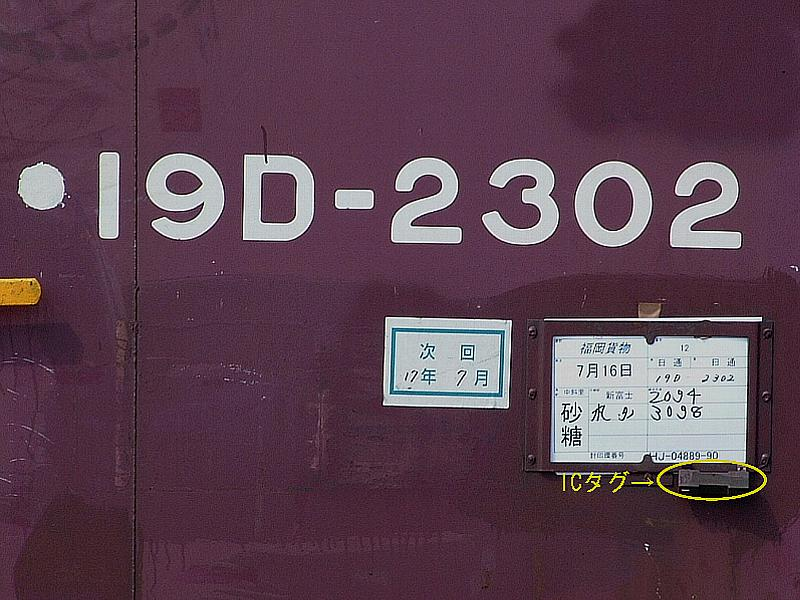
中斜里オフレールステーション発福岡貨物ターミナル行、砂糖を積載したコンテナの荷票。自動車代行便と2列車継送の場合の荷票。（2005年7月17日撮影）

コンテナ荷票（コンテナにひょう）とは、日本貨物鉄道（JR貨物）およびその関連会社の鉄道コンテナ貨物輸送において荷札の役割を果たしていた伝票である。チケットレス化への移行によって紙の伝票は2006年に廃止された。
なお、貨車においても似た様式のものが使われているが、こちらは貨車車票と呼ばれる。

## 荷票
荷役（貨物駅でコンテナを列車に積み降ろす作業、フォークリフト等で行われる）を円滑に行うために、空コンテナを除く全てのコンテナに付けられており、行先や積載列車番号・中継駅（指定がある場合）など、荷役担当者の作業に必要な情報が全て記されていた。
また、速達性を求められる荷物には「急送品荷票」を付して速達列車に優先的に積載する等の工夫がされていた。
1959年に旧国鉄がコンテナ貨物輸送を開始した時より使われている荷票は一定の成果を挙げていたが、しかし荷票は列車走行中などに紛失しやすいといった欠点もあり、また後述する理由により効率化が求められることとなる。
そこで 2004年より稼働した IT-FRENS&TRACEシステム（あいてぃふれんずとれーすしすてむ、詳しくは後述）が後に本格稼働するに伴い、2006年1月をもってコンテナ荷票は廃止された。FRENSは「FREight information Network System」の略称。
この新システムにより、コンテナ積載列車や駅構内での所在位置、持ち出し情報などはフォークリフトでの荷役時に即時把握が可能となった。
JR貨物での廃止後も、臨海鉄道各社や通運事業者などが独自の荷票を使用している場合がある。海上コンテナやICタグが故障したコンテナの場合、従来どおり荷票が使用される。荷票差しが無いコンテナの場合、ガムテープなどで本体に貼り付けられる。

### 規格
205×252 mm（195×253 mmとする文献もある。参考文献を参照） の紙製で、手書きまたは自動印刷により、2枚1組で発行する。
コンテナには左右両面に1箇所ずつ荷票受が設けられており、その両側に 1枚ずつ入れる。これにより、列車の左右どちら側からでも荷役ができるよう工夫されている。
荷票には着駅名が大きく表示され、荷送人、荷受人、委託通運事業者名および発駅名と内容品名が併せて表示される。また、特段の指定や追加情報がある場合には、到着指定日や積載列車番号、中継駅・列車番号なども表示される。
なお、列車の遅延等により中継列車の変更があった場合は、手書きで修正する等により対応する。

## IT-FRENS&TRACEシステム

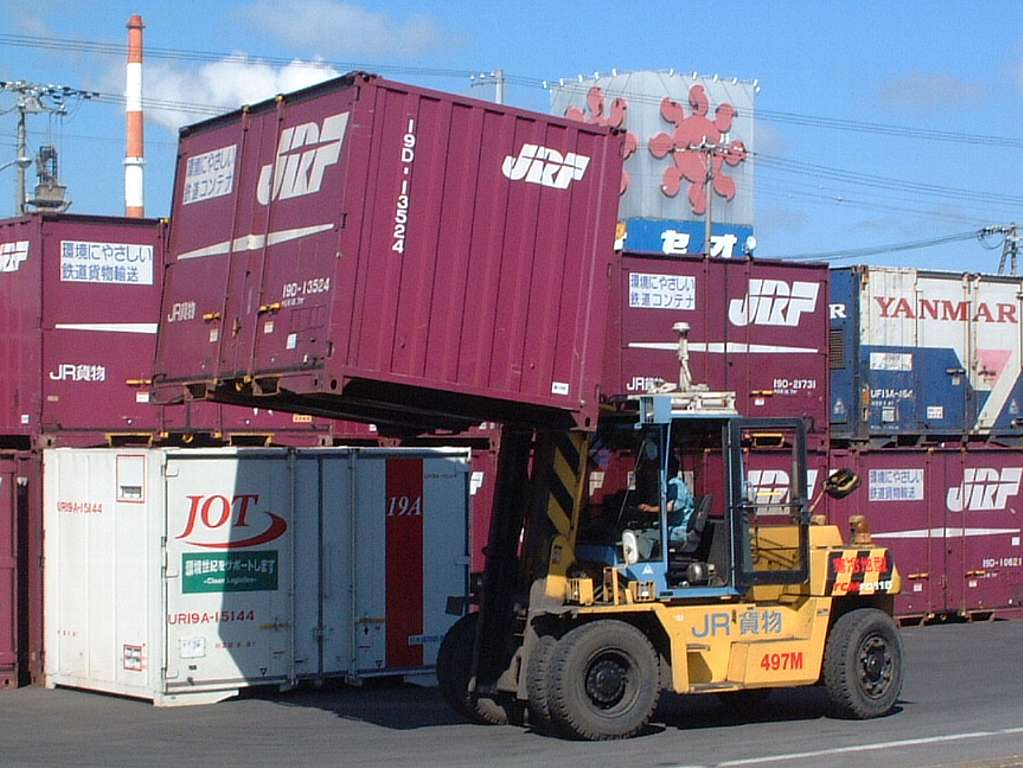
GPSを装備したフォークリフト 根室本線新富士駅

大気汚染や地球温暖化などの環境問題が深刻化する一方の昨今、環境負荷の高い自動車や航空機などに代わり、環境負荷の低い輸送手段を利用するモーダルシフトが急務となっているが、その担い手として鉄道貨物輸送が注目され、活用が期待されている。ところが、鉄道貨物輸送は環境負荷の逓減や定時性では格段に優位である半面、拠点間の大量輸送を主体とするため、荷役や中継（荷物の乗り換え）に時間を要し、またダイヤの都合もあって、随時性・速達性を求められる荷物では利用しにくい実情があった。
そこで JR貨物では、需要の大きい都市間輸送において高速直通列車を増発するなどダイヤを工夫する、高速運転に対応する新型機関車・貨車や貨物電車を開発・配備する、貨物駅に宅配事業者等の物流拠点を誘致する等の対策に加え、着発線荷役方式 (E&S) の採用など荷役の効率化・迅速化や利便性向上にも取り組む。
その一環として、JR貨物では「IT-FRENS&TRACEシステム」を開発し、導入した。その主な特長は次のとおりである。
TRACE（トレース、追跡）機能
個別コンテナの所在（輸送中ならばその列車番号、留置中ならばその駅名）を即時追跡できるようになった。
IT-FRENS 機能
発駅へのコンテナ持ち込み日時、および着駅からの持ち出し（希望）日時を入力すると、システムが自動的に列車を検索し、予約をかけられるようになった。
運送申し込み（列車予約）機能
従来は駅事務所に問い合わせ・申し込む必要があった列車予約（前述の IT-FRENS 機能）を、通運事業者がインターネット経由で直接検索し、申し込めるようになった（ただし事前に契約した事業者のみ）。
自動枠調整機能
荷物の到着希望日時により、優先して積載する荷物を自動的に選別し指定する機能。
フォークリフト上の端末に搭載した GPS と ICタグの組み合わせにより駅構内での位置を数10cm以内の誤差で把握し、フォークリフトが現在荷役を行っている列車に積載すべき荷物の指示を即時に行えるようにしたため、積載列車の調整等にかかる時間を短縮し、作業の確実性が向上した。
ドライバーシステム機能
コンテナを駅に搬入するトラックの運転手にカードを配付し、駅に設置の端末にそのカードを通すと作業が指示される。搬入したコンテナをどこへ運べばいいのかが即時に判るため、駅構内での待ち時間を短められる。
なお、これらに加え、従来は通運事業者に委託していた荷票の取り付けを廃止したことによる委託費の軽減効果なども期待される。

## 歴史
- 1959年（昭和34年）11月 - 日本国有鉄道がコンテナ貨物輸送の取り扱い開始とともにコンテナ荷票を利用開始。
- 2004年（平成16年）
  - 1月 - JR貨物が TRACE システムを稼働開始。
  - 5月 - IT-FRENS システム稼働開始（以降 IT-FRENS&TRACE システム）。
- 2005年（平成17年）
  - 1月 - IT-FRENS&TRACE システムに運送申込（列車検索・予約）機能を導入。
  - 8月15日 - IT-FRENS&TRACE システムが全面稼働。
  - 12月14日 - JR貨物がコンテナ荷票の廃止を発表。
- 2006年（平成18年）1月10日 - JR貨物でのコンテナ荷票の扱いを廃止[1]。

## ギャラリー

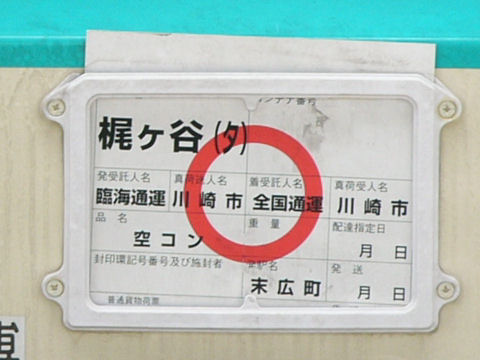
川崎市一般廃棄物輸送用私有コンテナの返空用荷票、末広町発梶ヶ谷(タ)行。（2004年6月17日撮影）
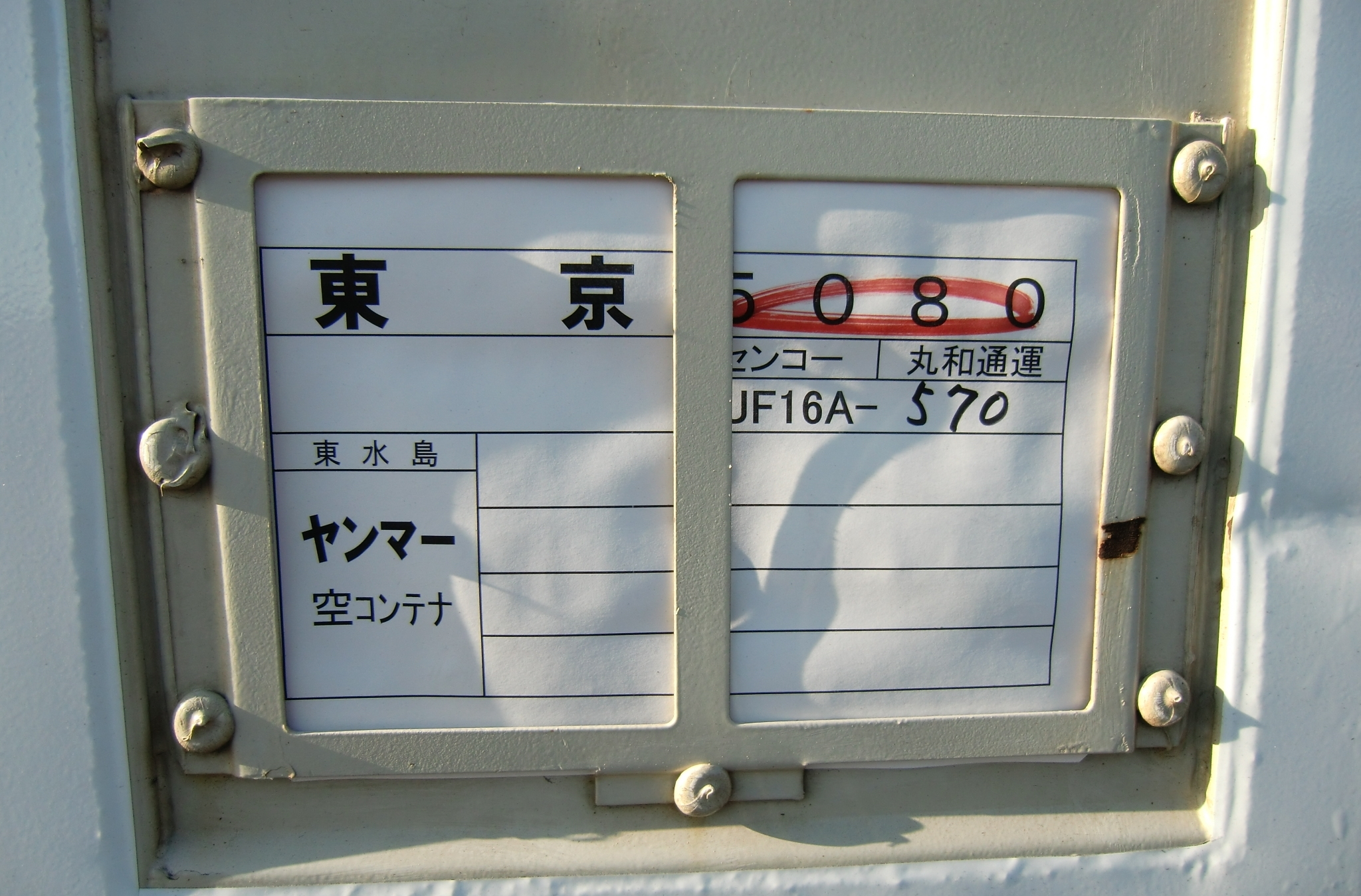
岡山県倉敷市／東水島駅 発 東京(タ)行、下り5080便 （撮影当時の列車番号） 指定の専用荷票。 荷送者はヤンマー ⇒ 取次者はセンコー ⇒ 荷受者は丸和通運。 クールコンテナ事業からのヤンマー全面撤退に伴い、大量余剰となったUF16A冷凍コンテナのリニューアル済、売却用空(から)コンテナ回送発送の為に、僅か数ヶ月間のみ使用された。（2010年3月21日撮影）
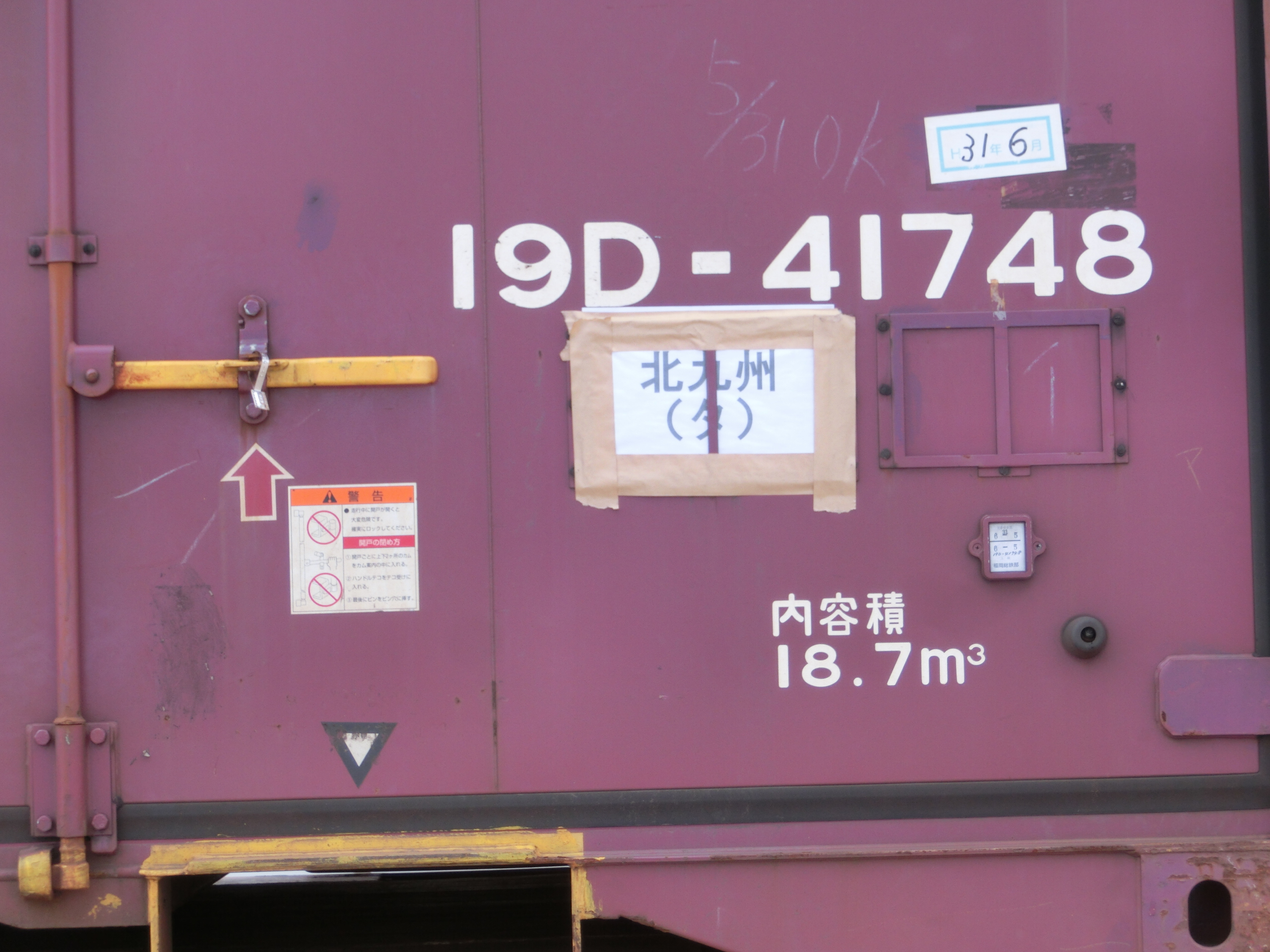
岡山県岡山市東区／平成30年7月豪雨の影響で、西日本の鉄道大動脈である山陽本線が途切れた為に、北九州港へ内航船での船舶代行輸送で使われた、北九州貨物ターミナル宛ての臨時荷票。 （岡山新港高島埠頭にて、2018年9月8日撮影）